# Great Bend n.º 405
Great Bend n.º 405 es un municipio rural canadiense situado en la provincia de Saskatchewan.

## Superficie
Great Bend n.º 405 tiene una superficie de 825,9 km².

## Demografía
En 2021, tenía 381 habitantes, una densidad poblacional de 0,5 hab./km², y 181 viviendas.